# Kastell Alpen-Drüpt
Das Kastell Alpen-Drüpt ist ein römisches Auxiliarkastell auf dem Gebiet des zur Gemeinde Alpen gehörenden Dorfes Drüpt am linken Niederrhein. Die Anlage war Teil des Niedergermanischen Limes, der 2021 zum UNESCO-Weltkulturerbe erhoben wurde. Direkt neben dem Limeskastell wurden auch noch die Spuren zweier größerer Marschlager und einer spätrömischen Befestigung entdeckt.

## Lage
Die Fundstellen befinden sich rund acht Kilometer südlich der Legionslager Vetera. Sie sind weitestgehend nicht überbaut. In antiker Zeit befanden sich die Militärlager zwischen Calo im Süden und Vetera im Norden, unmittelbar an der römischen Rheintalstraße. Im heutigen Siedlungsbild liegen die Bodendenkmäler auf den Äckern des im Wesentlichen nur mit auseinanderstehenden Einzelgehöften besiedelten Dorfes.

## Forschungsgeschichte
Römerzeitliche Funde aus dem Umfeld dieser Anlagen waren bereits im 18. Jahrhundert bekannt.
Der preußische Oberstleutnant Friedrich Wilhelm Schmidt (1786–1846) beschrieb römische Funde aus dem Umfeld von Drüpt, die bei einem Rheindurchbruch 1823 sowie beim Bau der heutigen Bundesstraße 57 zutage kamen. Nach Schmidt soll beim Straßenbau ein römischer Ziegelofen angeschnitten worden sein, der noch mehrere tausend Ziegel enthielt. Die Ziegel sollen mit dem Stempel LEG XXX versehen gewesen sein. Demnach hätte die Legio XXX Ulpia Victrix in Drüpt/Trepitia eine Legionsziegelbrennerei unterhalten. Franz Fiedler meinte 1854 den Fundplatz als das historisch überlieferte Trepitia identifizieren zu können.
Seit den 1960er Jahren war auf Luftbildern immer wieder eine Reihe geradliniger und rechtwinklig zueinander verlaufender Gräben in Alpen-Drüpt gesehen worden, die zwar seinerzeit nicht interpretiert werden konnten, aber das Gebiet in den Beobachtungsbrennpunkt der regionalen Archäologen rückten. 2006 konnte Thomas Becker in unmittelbarer Nähe die römische Rheintalstraße nachweisen. Eine im selben Jahr durchgeführte Kartierung der Bewuchsmerkmale erbrachte zunächst keine weiteren Erkenntnisse. Die von einem ehrenamtlichen Mitarbeiter der Denkmalpflege gemachten spätantiken Funde vom nordöstlichen Rande des Dorfes führten zu einer magnetographischen Messung durch das Archäologische Institut der Universität zu Köln unter der Leitung von Michael Heinzelmann. Die Messergebnisse entsprachen den Grabenverläufen der Luftbilder und aufgrund der Funde interpretierte Clive Bridger 2014 diese Fundstelle als spätantike Festung. Die Gebiete südlich davon wurden 2013 von Baoquan Song (Ruhr-Universität Bochum) luftbildarchäologisch und 2015 erneut durch Luftbildaufnahmen sowie von privaten Firmen magnetographisch und mittels zweier Grabungsschnitte untersucht.
Die Spekulationen in der älteren Forschung (siehe oben), dass Drüpt identisch sein könne mit dem in der Kosmographie des Geographen von Ravenna erwähnten Trepitia, wurden von den Archäologen der jüngsten Untersuchungen zurückgewiesen, unter anderem weil Trepitia zwischen Asciburgium und Novaesium verzeichnet sei und es darüber hinaus keine konkreten Quellen zur Verortung von Trepitia gebe.

## Befunde
- Karte mit allen Koordinaten:
- OSM |
- WikiMap

### Überblick
Die Archäologen fanden insgesamt ein Auxiliarkastell, zwei Marschlager sowie die Spuren einer spätantiken Befestigungsanlage. Die Forschung steht noch ganz am Anfang der Untersuchungen, die im 21. Jahrhundert und im Hinblick auf die für das Jahr 2021 ins Auge gefasste UNESCO-Unterschutzstellung des Niedergermanischen Limes nicht allzu sehr in den Boden eingreifen dürfen.

### Auxiliarkastell A
Die magnetographischen Untersuchungen führten 2015 zur Entdeckung eines typischen Auxiliarkastells. Ein Lagergraben konnte auf seiner vollen Länge von rund 156 Metern und mit einer Grabenunterbrechung für ein Tor nachvollzogen werden. Die Länge der anderen Achse ist allerdings unklar, da der westliche Bereich des Lagers durch Erosion abgetragen wurde. Der erhaltene Teil des Grundrisses weist die typischen abgerundeten Ecken auf. Die Wissenschaftler interpolierten die Fläche des Kastells auf eine Größe zwischen 2,4 Hektar bei einem quadratischen und 3,6 Hektar bei einem rechteckigen Grundriss und deuteten die Konzeption des Lagers als potenziell für eine Cohors milliaria equitata (teilberittene Infanterieeinheit doppelter Stärke) geeignet, was einer Besatzung von 1080 Mann (800 Infanteristen und 240 Kavalleristen) entspricht.
Von der Innenbebauung wurden die Principia (Stabsgebäude) festgestellt, die mit einer Front von etwa 36,3 Meter und einer Tiefe von 34 Metern eine Fläche von gut 1200 m³ in Anspruch nahmen. Das unmittelbar nebenan befindliche, mit den Abmessungen von etwa 21 Meter mal 34 Meter 714 m³ in Anspruch nehmende zweitgrößte Gebäude des Lagers wurde als Praetorium (Wohnhaus des Kommandanten) identifiziert. Das drittgrößte Bauwerk, das eine Breite von rund zehn Metern und eine Länge von mindestens 24 Meter besaß, konnte aufgrund seiner Zwischenpfeiler als Horreum (Speichergebäude) interpretiert werden. Die Wuchtigkeit der Ausbruchsgruben spricht bei allen drei Gebäuden für ehemalige Steinbauten. Die Funktion eines vierten Großgebäudes (21 m mal 40 m = 840 m³), nördlich außerhalb des Kastells, konnte noch nicht bestimmt werden.

### Marschlager B und C
Beim Lager B konnte eine von Nord nach Süd verlaufende Achse von 517 Metern Länge ermittelt werden. Eine Unterbrechung des Grabens durch die Porta principalis dextra (rechtes Seitentor) und die daran anschließende Via principalis (Lagerquerstraße) unterteilte das Lager in eine nördliche, 287 Meter tiefe und eine südliche, 210 Meter tiefe Hälfte. Nach Osten hin konnten die Lagergräben noch auf einer Länge von rund 400 m nachgewiesen werden. Das Kastell muss also eine Mindestgröße von rund 21 Hektar besessen haben, eine Fläche, die zur Aufnahme von deutlich mehr als einer Legion geeignet ist.
Lager C hatte eine südwestlich ausgerichtete Breite von rund 369 Metern, die Länge konnte auf 380 Meter verfolgt werden, ohne dass die Enden erreicht wurden. Es muss also von einer Mindestfläche von etwa 15 Hektar ausgegangen werden.
Beide Lager sind erheblich größer als die im Raum Vetera gefundenen Marschlager. Sie haben deshalb wohl in einem anderen Kontext gestanden. Da sich Lager B und C überschneiden, können sie nicht zeitgleich bestanden haben. Die Größe der Lager spricht dafür, dass in Drüpt ein großer Teil des Exercitus Germania inferioris (der Niedergermanischen Heeresgruppe) zusammengezogen worden ist. Da kein Fundmaterial vorliegt, muss der historische Zusammenhang zunächst im Dunkeln bleiben.

### Spätantike Befestigung D
Am äußersten nordöstlichen Rand des Befundkomplexes wurde luftbildarchäologisch, magnetographisch und durch Fundkonzentration ein weiteres Kastell identifiziert, das aufgrund der Fundbeschaffenheit als spätantike Befestigungsanlage angesprochen werden konnte.

## Denkmalschutz
Das Kastell Alpen-Drüpt ist ein Bodendenkmal nach dem Gesetz zum Schutz und zur Pflege der Denkmäler im Lande Nordrhein-Westfalen (Denkmalschutzgesetz – DSchG). Nachforschungen und gezieltes Sammeln von Funden sind genehmigungspflichtig. Zufallsfunde sind an die Denkmalbehörden zu melden.